# Konstantinstraße 303 (Mönchengladbach)

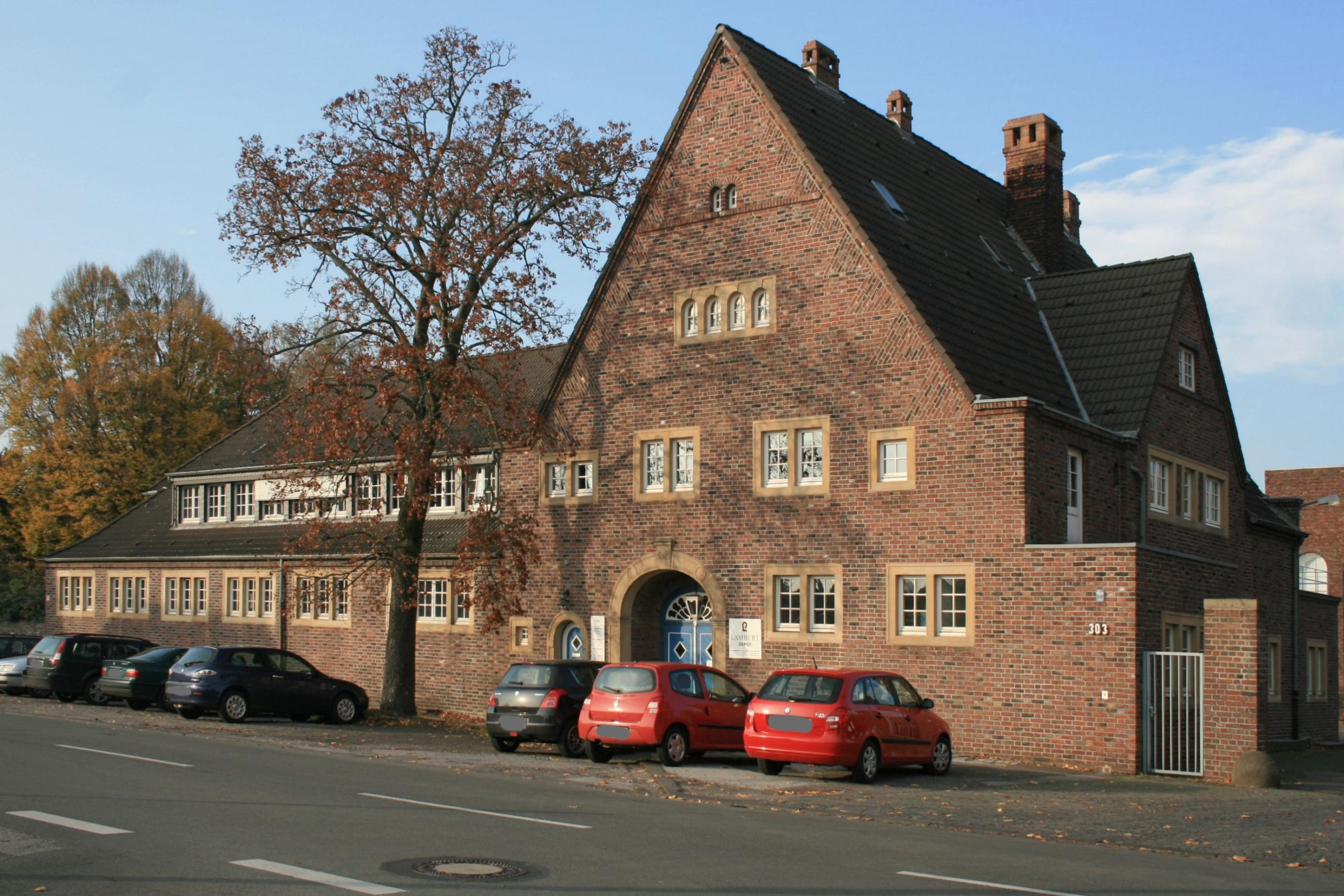
Verwaltungsgebäude der ehemaligen Baumwollspinnerei (2011)

Auf dem Grundstück Konstantinstraße 303 im Stadtteil Giesenkirchen in Mönchengladbach, Nordrhein-Westfalen, stehen die Bauten der ehemaligen Baumwollspinnerei Pferdmenges & Scharmann.
Der Industriekomplex wurde ab 1907 erbaut. Die erhaltenen Gebäude wurden am 18. Mai 2010 unter Nr. K 095 in die Denkmalliste der Stadt Mönchengladbach eingetragen.

## Lage
Das Objekt liegt an der Konstantinstraße – der früheren Hauptstraße – östlich des Ortskerns zwischen Dycker Schelsen und Giesenkirchen. Westlich davon liegt in einer Parkanlage die früher dazugehörige Unternehmervilla von Heinrich Pferdmenges, das „Haus Langmaar“, Konstantinstraße 283/285.
Nördlich der Konstantinstraße liegt die orthogonal organisierte Fabrikanlage der ehemaligen Baumwollspinnerei mit den früheren Bauten für Verwaltung, Krafterzeugung und Produktion.

## Architektur
Der zeitliche Rahmen des Baubestandes reicht von 1907 (vermutlich Schornsteinunterbau, ggf. Shedzonen) bis in die 1940er/1950er Jahre. Inschriftlich datiert (auf 1921) ist lediglich das ehemalige Verwaltungsgebäude an der Konstantinstraße, dessen Funktion aber vermutlich sowohl ursprünglich als auch im Laufe seiner Geschichte vielfältiger gewesen sein könnte.

### Verwaltungsgebäude
Der zur Straße giebelständige, zweigeschossige Backsteinbau unter steilem Satteldach zeigt werksteingerahmte, querrechteckige Fensteröffnungen und zur Konstantinstraße hin ein eingetieftes, mit Halbrundprofil in Werkstein überfangenes Portal. Die Holztür ist selbst zweiflügelig in Formen des Neo-Rokoko, wie z. B. von gleichzeitigen Bauten des Architekten Fritz August Breuhaus de Groot bekannt. Westlich anschließend in gleicher Form liegt eine kleinere Türöffnung, daran anschließend ein Okulus. Das steile Satteldach in Nord-Süd-Richtung wird an der Ostseite geschnitten von einem über dem Seiteneingang angeordneten Zwerchgiebel mit einfachem Backsteingesims, belichtet wiederum von einer sandsteingefassten Fenstergruppe. Nach Westen schließt sich ein eingeschossiger, traufständiger langer Flügelbau an, parallel zur Konstantinstraße gelegen. Das Satteldach wird durchbrochen von einer langen, flach gedeckten Schleppgaube.

### Kesselhaus
Zur Baugeschichte der die Hofseite im Norden begrenzenden und der Energieerzeugung dienenden Bauten liegen keinerlei Unterlagen vor. Vermutlich handelt es sich um Ersatzbauten nach Kriegszerstörungen, Daten hierzu sind nicht bekannt.

### Maschinenhaus
Die Front des Maschinenhauses ist von einer verblüffend modernen, puristischen Anmutung geprägt. Auf den ersten Blick könnte man hier einen der klassischen Meister der Moderne als Entwurfsverfasser vermuten. Die vollkommen ebene Backsteinfläche wird von zwei mal drei schmalhohen, großen Rundbogenfenstern stereometrisch glatt durchschnitten – eine Lakonik und ein Minimalismus, der in diesem Zusammenhang verblüfft. Zur Baugeschichte dieser Fassade ist nichts bekannt, erkennbar ist sie aber in zwei Bauabschnitten entstanden. Eine senkrechte Trennlinie scheidet Backsteinflächen von leicht unterschiedlicher Farbgebung und Textur. Für den Passanten ist dieser kompromisslose Kubus das am meisten ins Auge fallende Element der gesamten Fabrikanlage, eine Fassade von nahezu festlich zu bezeichnendem Charakter. Hinter dieser hochgezogenen, vereinheitlichenden Wandscheibe verbergen sich zwei Teile der ehemaligen Maschinenhalle unter je einem eigenen Satteldach.

### Shedhalle
An das Maschinen- oder Turbinenhaus nach Osten bzw. an den Winkelbau nach Norden anschließend folgt eine Shedhalle der ehemaligen Spinnerei. In ihrer heutigen Gestalt haben sich neun Shedstaffeln erhalten. Ihre Konstruktion zeigt gusseiserne Stützen mit Doppel-T-Profilträgern, auf denen Holzsparren aufliegen, die die Dachfläche sowie die nach Norden ausgerichteten Fensterzonen tragen. Die Gusseisen-Stützenköpfe zeigen Flansche für die Transmissionseinrichtungen, die vor Einführung des Maschineneinzelantriebs durch Elektromotoren nötig waren, um die Kraftübertragung vom zentralen Antrieb der Dampfmaschine zu den einzelnen Arbeitsmaschinen zu ermöglichen.

### Zweigeschossiger Winkelbau als Nord- und Ostbegrenzung des Werkhofes
Ebenfalls von hoher, von der Moderne in der Architektur des 20. Jahrhunderts bestimmter Qualität ist der schmale, zweigeschossige Winkeltrakt von geringer Gebäudetiefe, der die Hälfte der Nord- sowie der Ostseite des Werkhofs begrenzt. Auch hier sind in die glatte Backsteinfläche bündig rechtwinklig begrenzte Fensteröffnungen eingeschnitten. Im Norden sind sie im ersten Obergeschoss paarweise gruppiert, nach Osten in gleichmäßigen Abständen mit jeweils größeren Öffnungen im Erdgeschoss. Sie bilden hier mit der Architektur der 1920er Jahre und den Ergänzungsbauten, die nach dem Zweiten Weltkrieg entstanden sind, ein nach Material und Formgebung überzeugendes Ensemble.

### Begrenzungsmauer im Süden des Werkhofs
Von historischem Wert ist die in einem Viertelkreis zur Werkseinfahrt einschwenkende, etwa mannshohe Begrenzungsmauer. Wohl gegenüber einer älteren Mauer um sechs Steinlagen erhöht, zeigt sie auf der Hofinnenseite Einrichtungen, die man als Elemente (Tröge oder Tränken) des früheren Betriebs mit Pferdefuhrwerken interpretieren könnte.

## Allgemeines
Der Name der alteingesessenen Familie Pferdmenges ist in Zusammenhängen der Textilindustrie bereits im frühen 19. Jahrhundert ein fester Begriff. Auf der Basis einer 1846 erworbenen Mehl-, Öl- und Bauholzmühle, die zu Schloss Rheydt gehörte, gründete Johann Heinrich Pferdmenges 1865 eine mechanische Weberei unter der Firma H. Pferdmenges jr. Mit englischen Maschinen produzierte er Anzug- und Hosenstoffe und erweiterte 1875 den Betrieb mit dem Bau einer neuen Weberei und Färberei sowie Anlagen für den Dampfmaschinenbetrieb. Bis 1968 bestand der Betrieb, der dann in der Mechanischen Seidenweberei Viersen aufging. 1907 gründete ein anderes Familienmitglied, Heinrich Pferdmenges, einen Betrieb, der zunächst unter Pferdmenges & Keller, später unter Pferdmenges & Scharmann firmierte. Standort dieser Neugründung war das damals noch vorwiegend agrarisch dominierte Giesenkirchen. Um das Areal an der damaligen Hauptstraße 175 zusammenzubekommen, vermittelte die Gemeindeverwaltung den Verkauf von Privat- und Kirchenland. Eine gewisse textile Basis fand das neugegründete Unternehmen vor, da in Giesenkirchen neben dem Ziegelbrennergewerbe auch die Hausweberei florierte.
Um 1880 war mit 384 Webern dieses Gewerbe mit # Prozent an der Wohnbevölkerung beteiligt, im benachbarten Schelsen waren von 1404 Einwohnern 205 in der Weberei beschäftigt. Im Einklang mit der allgemeinen Wirtschaftsentwicklung brach 1864 für Giesenkirchen das Industriezeitalter an. In beiden Gemeinden waren es vorwiegend Strumpfweber, als nach der Gründung der Firma Bresges in Zoppenbroich die ersten Heimarbeiter zu Fabrikarbeitern wurden. In der Folge siedelten sich auch in Giesenkirchen selbst Textilfabriken an: 1897 die Wollspinnerei Otto Klöters an der Hauptstraße (Konstantinstraße) und 1898 die Spinnerei und Färberei Mühlen, Peltzer & Co. Die dritte Unternehmensgründung in Giesenkirchen war dann im Jahr 1907 Pferdmenges & Scharmann. Für das Jahr 1962 werden 500 Beschäftigte angegeben, 1969 waren es noch 350 bis 400, also eine beträchtliche Größenordnung für Giesenkirchen.
Die Anlage ist in bauhistorisch und dokumentarisch gutem bis ausreichendem Zustand erhalten und in ihren historischen Funktionen und funktionalen Betriebsabläufen klar ablesbar. Nach Aufgabe des ursprünglichen Produktionszweckes wurde die Anlage seit Jahrzehnten zu großen Teilen sinnvoll und denkmalverträglich genutzt. Die Unterschutzstellung steht diesen Absichten in keiner Weise im Wege.
Bei den o. g. Bauteilen handelt es sich um ein Denkmal im Sinne des § 2 DSchG NRW. An der Erhaltung und Nutzung der Anlage besteht ein öffentliches Interesse. Das Objekt ist bedeutend für die Geschichte des Menschen und für Städte und Siedlungen. An seiner Erhaltung und Nutzung besteht ein öffentliches Interesse aus wissenschaftlichen, insbesondere künstlerischen Gründen.